# Monomontia rattrayi
Monomontia rattrayi is een hooiwagen uit de familie Triaenonychidae.